# Caniço
Caniço ist mit 24.046 Einwohnern (Stand 19. April 2021) die am schnellsten wachsende Gemeinde auf Madeira und gehört zum Kreis Santa Cruz. Die in mehreren Ortsteilen und separaten Siedlungen weit verstreute Gemeinde liegt an der Ostküste der Insel auf einer Höhe von 0 bis 400 Metern (Hauptort 230 Meter), rund acht Kilometer östlich von der Inselhauptstadt Funchal entfernt.

## Geschichte des Ortes

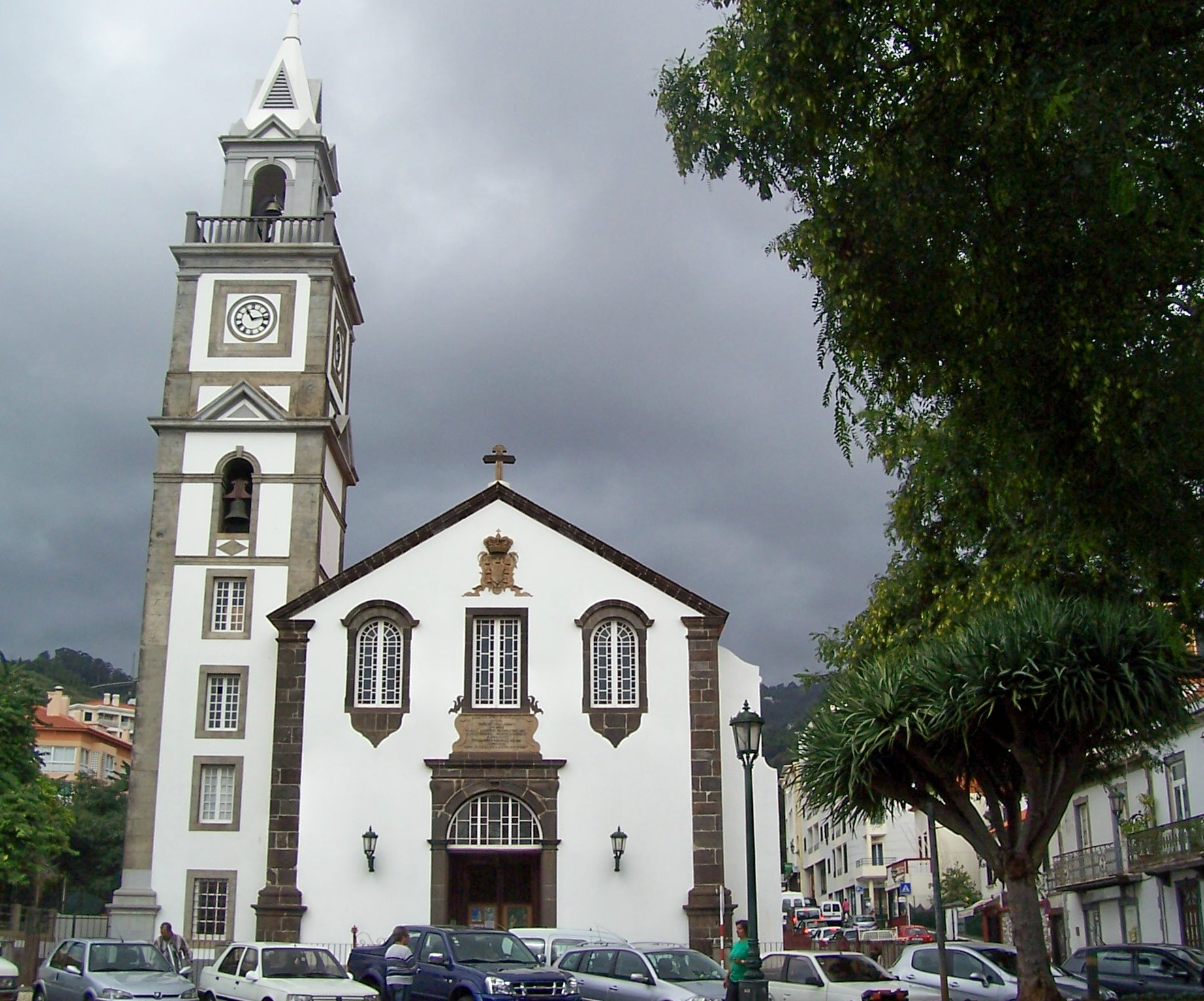
Barockkirche von Caniço aus dem 18. Jahrhundert, deren Glocken viertelstündlich nach der Melodie des Big-Ben-Uhrturms läuten, November 2009.

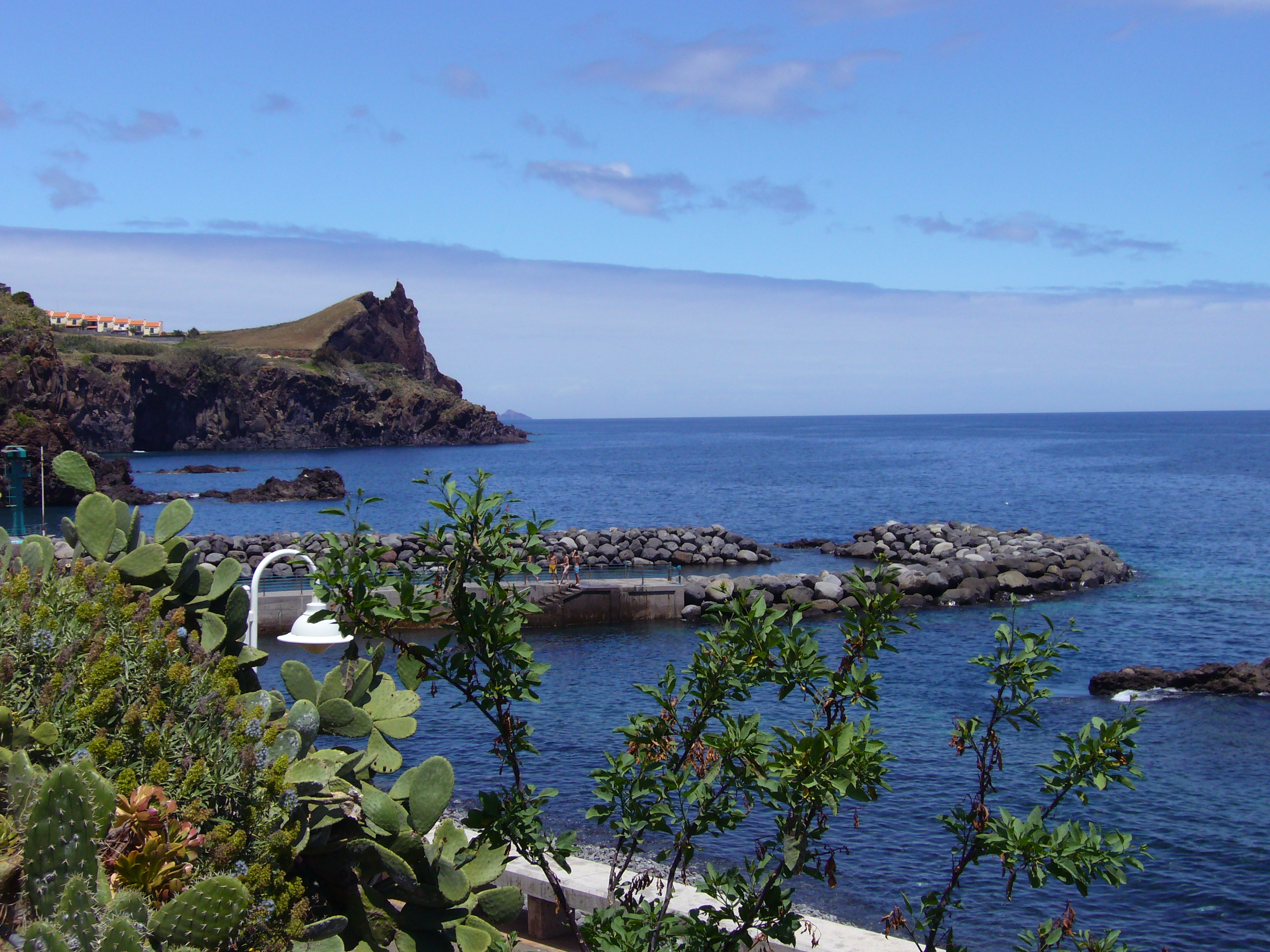
Badebucht Praia dos Reis Magos in Caniço de Baixo, Mai 2007

Der Ort war bis in die späten 1960er Jahre ein Hangdorf mit zahlreichen kleinen verstreuten Einzelgehöften und winzigem Fischerhafen, das rund 1200 Einwohner hatte.
Viele der Bauernkinder mussten aus Armut auf das Festland abwandern oder nach Südamerika – vorrangig Venezuela – auswandern.
Ab 1967 haben Investoren die etwa 30–40 Meter hohe Steilküste für touristische Ansiedlungen entdeckt und auf küstennahen Parzellen in der „Contracta-Urbanisation“ die Besiedlung begonnen. Im neuen Unterort Caniço de Baixo haben sich anfangs überwiegend deutsche Ferienhauskäufer als Residenten und Langzeittouristen in etwa 120 Bungalows, Villen und drei Apartmenthäusern angesiedelt. Bald kamen ein bewirtschaftetes Felsenbad mit Restaurant und ein Ladengeschäft dazu, etwas später setzte die Bebauung mit kleineren Hotels ein. Nach Eröffnung der verlängerten Start- und Landebahn des Flughafens Madeira (September 2000), der nur neun Kilometer östlich liegt, begann eine neue Investitionswelle internationaler Gruppen in größere Hotelanlagen in Richtung der flacheren Küste im Osten. Nun können auch Großraumflugzeuge aus Übersee die Insel erreichen und die Großhotels besser auslasten.
Die im Zuge der touristischen Expansion ab 1995 angelegte gute öffentliche Infrastruktur (Schnellstraßenanschluss, Straßennetzausbau, Hangerschließungen) und das Arbeitsplatzangebot im Dienstleistungsbereich haben vermehrt jüngere Menschen aus Funchal und dem Inselinneren angelockt. Sogar zahlreiche Rückwanderer aus Venezuela und Brasilien sind unter den Neubürgern anzutreffen. Das EU- und Festland-gestützte Madeira kann ihnen nun mehr Chancen bieten als die südamerikanischen Auswanderungsgebiete. Die Neubürger wohnen vorrangig in Mietshäusern und Eigenheimen in z. T. ausgesetzten Hanglagen, die sich wie ein Kranz um den Dorfkern gruppieren.
Caniço hat zwölf mittlere und größere Hotels und einige kleinere Vermieter mit insgesamt ca. 3000 Betten. Zusammen mit dem unmittelbar westlich angrenzenden Garajau bildet es nach Funchal den zweitgrößten Touristenstandort der Insel.
Die früher blühende, aber sehr kleinteilige Landwirtschaft (Anbau von Zwiebeln, Bananen und Zuckerrohr, Einzelkuhhaltung im Verschlag, Fischhaltung im Süßwasserbecken am Haus) ist bis auf den Eigenverbrauchsanbau praktisch verschwunden.

## Söhne und Töchter der Stadt
- José Alfredo Caires de Nobrega (* 1951), Bischof im Bistum Mananjary auf Madagaskar